# Fuhlendorf (Holsten)
Fuhlendorf er en by og en kommune i det nordlige Tyskland, beliggende i Amt Bad Bramstedt-Land i
den vestlige del af Kreis Segeberg. Kreis Segeberg ligger i den sydøstlige del af delstaten Slesvig-Holsten.

## Geografi
Fuhlendorf ligger omkring tre kilometer nord for Bad Bramstedt og 13 km syd for Neumünster. Mod øst går motorvejen A7 fra Hamborg mod Flensborg.
Siden 1963 har politiet haft en helikopterbase i i Fuhlendorf, Bundespolizei-Fliegerstaffel Fuhlendorf (de). Dens opgaver er farvandsovervågning og grænsepolitiopgaver, samt mere almene politiopgaver. Der flyves mere end 2.000 timer om året fra basen .